# ديان كاي
ديان كاي (بالإنجليزية: Dianne Kay)‏ هي ممثلة أمريكية، ولدت في 29 مارس 1954 بفينيكس في الولايات المتحدة.

## وصلات خارجية
- ديان كاي على موقع IMDb (الإنجليزية)
- ديان كاي على موقع ألو سيني (الفرنسية)
- ديان كاي على موقع أول موفي (الإنجليزية)
- ديان كاي على موقع قاعدة بيانات الأفلام السويدية (السويدية)
- ديان كاي على موقع إن إن دي بي (الإنجليزية)
- ديان كاي على موقع قاعدة بيانات الفيلم (الإنجليزية)
- ديان كاي على موقع كينوبويسك (الروسية)